# Диоцез Эспоо

Герб диоцеза Эспоо

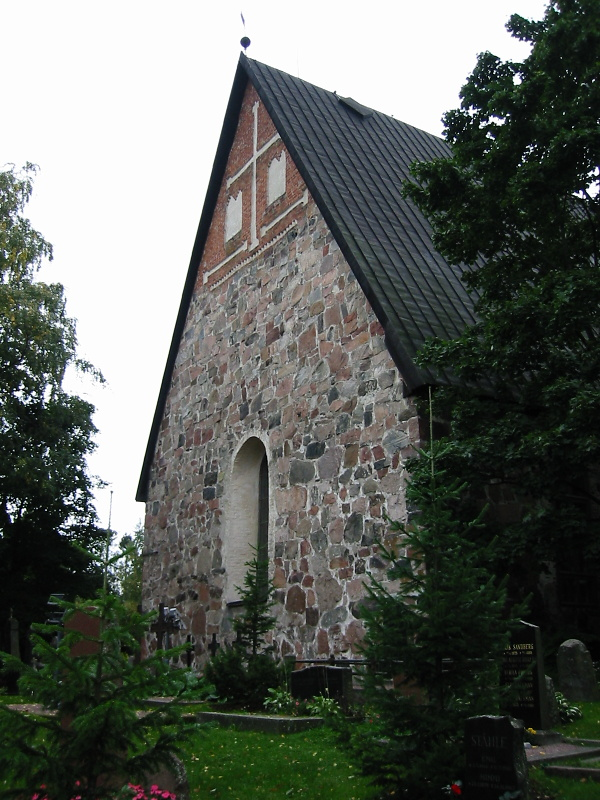
Собор Эспоо

Диоцез Эспоо (фин. Espoon hiippakunta) — диоцез Евангелическо-лютеранской церкви Финляндии. Диоцез возник в 2004 году после того, как диоцез Хельсинки был разделён на две части.
Тапио Луома, епископ в 2012—2018 годах, в 2018 году стал архиепископом Турку.
Кафедральным собором диоцеза является Кафедральный собор Эспоо. 

## Епископы
- Микко Хейкка 2004—2011
- Тапио Луома 2012—2018
- Кайсамари Хинтикка 2019—